# 방선균과
방선균과(Actinomycetaceae)은 방선균목에 속하는 세균 과이다. 의학적으로 중요한 방선균속(Actinomyces)을 포함하고 있다. 이전에는 세균(박테리아)과 곰팡이 사이의 전환 과정에 있는 형태의 생물로 간주했기 때문에 곰팡이의 일종으로 분류하기도 했다.

## 하위 속
- 방선균속 (Actinomyces)
- 모빌룬쿠스속 (Mobiluncus)